# Плачинда
Плаци́нда, плачинда, плачінда, плачінта, плечинда, пляцинда, в українських селах Молдови, та лівобережжя Дністра також паляниця (рум. plăcintă від лат. placenta) — виріб із листкового тіста (переважно прісного), що має плескату форму, з начинкою із сиру, гарбуза тощо, або без неї; різновид пирога. Одна з багатьох національних страв Румунії, Молдови та південної України.
З 2021 року бессарабська плацинда Долини Фрумушика готується отримати статус нематеріальної культурної спадщини, як страва регіону Одещина, у складі екокультурного туристичного маршруту «Тарутинський степ», що підтримується Українським культурним фондом, намагається отримати статус об'єкту нематеріальної культурної спадщини України .

## Етимологія
Назва походить від лат. placenta — «пиріг», яке, в свою чергу, походить від грец. πλάκοεις — «коржик» (дослівно — «плаский»), що пов'язане з πλάξ — «площина, рівнина, плита». Те ж саме походження має і слово «плацента».

## Різновиди
У Лексикографічному бюлетені за 1952 рік поряд з лінивими голубцями зафіксовані ліниві плачінди «коржі з тіста, замішаного разом з сиром або капустою».